# عبد الرزاق الهمامي
عبد الرزاق الهمامي (1948- 2016)، هو سياسي ونقابي تونسي والأمين العام لحزب العمل الوطني الديمقراطي. يحمل الهمامي دكتوراة في الأدب العربي الحديث وهو أستاذ جامعي متقاعد  ومسؤول نقابي سابق في هياكل قطاع التعليم الثانوي والعالي. نشط الهمامي منذ شبابه في التيار اليساري مما كلفه السجن في أكثر من مرة. ساهم مع عدد من مناضلي التيار الوطني الديمقراطي عام 2005 في تأسيس حزب العمل الوطني الديمقراطي الذي اسندت له رئاسة هيئته التأسيسية. رفضت السلطات الترخيص للحزب الذي لم يتحصل على التأشيرة إلا بعد هروب بن علي. نشط الهمامي في جبهة 14 جانفي التي عارضت حكومة محمد الغنوشي، وفي أكتوبر 2011 شارك في انتخابات المجلس الوطني التأسيسي في دائرة بن عروس لكنه تحصل فقط على 0.75% من الأصوات. في ديسمبر 2012 انتخب الهمامي أمينا عاما للحزب أثناء مؤتمره الأول  فيما انفصلت مجموعة يقودها محمد جمور لتلتحق بحزب الوطنيين الديمقراطيين الموحد. انضم هذا الأخير في الجبهة الشعبية فيما انضوى الهمامي وحزبه في تحالف الاتحاد من أجل تونس  الذي يضم أيضا حركة نداء تونس والحزب الجمهوري والحزب الاشتراكي وحزب المسار الديمقراطي الاجتماعي.
1. ↑  "عبد الرزاق الهمامي رئيس الهيئة التأسيسية لحزب العمل الوطني الديمقراطي ل «الشروق»: هذه بدائل الحزب وهذا موقفنا من الإسلام السياسي ومن تعيين الباجي قائد السبسي"، جريدة الشروق في 2 مارس 2011 نسخة محفوظة 28 أبريل 2016 على موقع واي باك مشين.
2. ↑  "عبد الرزاق الهمامي (أمين عام حزب العمل الوطني الديمقراطي) لـ"التونسية": تحصين الثورة مشروع فتنة"، التونسية في 19 ديسمبر 2012 نسخة محفوظة 24 نوفمبر 2012 على موقع واي باك مشين.
3. ↑  "أمين عام حزب العمل الوطني الديمقراطي:ندعو إلى تكوين جبهة تمتد من اليسار إلى اليمين الليبرالي الديمقراطي"، جريدة الصباح في 4 جانفي 2013 نسخة محفوظة 23 يوليو 2013 على موقع واي باك مشين. [وصلة مكسورة]
4. ↑  "عبد الرزاق الهمامي يعلن عن انضمام حزبه لجبهة الاتحاد من أجل تونس"، "أرابيسك تي في" في 25 جانفي 2013 نسخة محفوظة 28 يناير 2013 على موقع واي باك مشين.